# Tri.be
Tri.be (skrót od Triangle Be) – południowokoreański girlsband, który zadebiutował w 2021 pod wytwórnią TR Entertainment. Grupa składa się z sześciu członkiń: Songsun, Kelly, Hyunbin, Jia, Soeun oraz Mire. Tri.be zadebiutowały w lutym 2021 roku z singlem Tri.be Da Loca.

## Historia

### 2020-2021: Debiut zTri.be Da Loca, pierwszy minialbum
29 grudnia 2020, TR Entertainment wraz z Universal Music ogłosili utworzenie nowego girlsbandu w 2021 roku. 4 stycznia 2021 w mediach społecznościowych grupy zostało opublikowane oficjalne logo grupy oraz jej finalna nazwa – Tri.be. Debiut został potwierdzony na luty 2021. Od tego dnia zostały również publikowane serie zdjęć pokazujące członkinie grupy.
Grupa zadebiutowała 17 lutego 2021 z singlem Tri.be Da Loca z główną piosenką Doom Doom Ta. Obie piosenki z debiutanckiego singla zostały wyprodukowane przez Shinsadong Tiger oraz LE (członkinię grupy EXID).
Ogłoszono, że grupa będzie się promować w Stanach Zjednoczonych pod wytwórnią Republic Records.
9 kwietnia ogłoszono oficjalną nazwę fandomu zespołu - „TRUE”. Nazwa jest skrótem od „TR” od nazwy grupy, „U” od słowa „Us” i „E” od słowa „ForEver”, aby wyrazić chęć bycia grupy z fanami na zawsze.
1 maja grupa opublikowała pierwszy zwiastun swojego drugiego singla „Conmigo”, którego premiera zaplanowana była na 18 maja.
25 września TRI.BE wydały zwiastun swojego pierwszego minialbumu „Veni Vidi Vici”, który ukazał się 12 października.
23 listopada ogłoszono, że grupa wypuści zimową piosenkę „Santa For You” 25 listopada.

### 2022: Odejście Jinhy, kontynuacja działalności
31 maja TR Entertainment ogłosiło, że JinHa będzie miała przerwę ze względów zdrowotnych i grupa będzie się na razie promować w składzie sześciu członkiń.
9 sierpnia grupa wydała swój trzeci singiel „Leviosa” w okrojonym składzie.

### 2023: Drugi minialbum, Jinha opuszcza grupę
25 stycznia opublikowany został zwiastun zapowiadający kolejny minialbum „W.A.Y”, który wydany został 14 lutego, A 26 maja, jako singiel cyfrowy, wydana została angielska wersja piosenki „Wonderland”.
21 lipca TR Entertainment wydało oświadczenie, że JinHa finalnie opuszcza grupę po ponad roku przerwy od działalności. Od tego dnia grupa oficjalnie działa w sześcio osobowym składzie.

## Członkinie
Według profilu Naver
- Songsun (송선) – liderka
- Kelly (켈리)
- Hyunbin (현빈)
- Jia (지아)
- Soeun (소은)
- Mire (미레)

### Byłe członkinie
- Jinha (진하) 2020-2023

## Dyskografia

### EPki
| Rok  | Dane dot. albumu | Najwyższa pozycja | Sprzedaż      |
| Rok  | Dane dot. albumu | KOR(Gaon)         | Sprzedaż      |
| ---- | --- | ----------------- | ------------- |
| 2021 | Veni Vidi Vici - Wydany: 12 października 2021 - Wytwórnia: TR Entertainment, Universal Music - Format: CD, digital download | 14                | - KOR: 13345+ |
| 2022 | W.A.Y - Wydany: 14 lutego 2022 - Wytwórnia: TR Entertainment, Universal Music - Format: CD, digital download, Nemo Album    | 22                | - KOR: 20636+ |

### Single
| Rok  | Dane dot. albumu | Najwyższa pozycja | Sprzedaż      |
| Rok  | Dane dot. albumu | KOR(Gaon)         | Sprzedaż      |
| ---- | --- | ----------------- | ------------- |
| 2021 | Tri.be Da Loca - Wydany: 17 lutego 2021 - Wytwórnia: TR Entertainment, Universal Music - Format: CD, digital download       | 57                | - KOR: 4698+  |
| 2021 | Conmigo - Wydany: 18 maja 2021 - Wytwórnia: TR Entertainment, Universal Music - Format: CD, digital download                | 25                | - KOR: 4989+  |
| 2022 | Leviosa - Wydany: 9 sierpnia 2022 - Wytwórnia: TR Entertainment, Universal Music - Format: CD, digital download, Nemo Album | 15                | - KOR: 16014+ |

### Single cyfrowe
| Tytuł                       | Rok  | Najwyższa pozycja | Album          |
| Tytuł                       | Rok  | KOR               | Album          |
| --------------------------- | ---- | ----------------- | -------------- |
| "Doom Doom Ta" (둠둠타)     | 2021 | —                 | Tri.be Da Loca |
| "Rub-A-Dum" (러버덤)        | 2021 | —                 | Conmigo        |
| "Would You Run" (우주로)    | 2021 | —                 | Veni Vidi Vici |
| "Santa for You"             | 2021 | —                 | —              |
| "Kiss"                      | 2022 | —                 | Leviosa        |
| "We Are Young"              | 2023 | —                 | W.A.Y          |
| "Wonderland" (English Ver.) | 2023 | —                 | —              |